# 格林尼治島

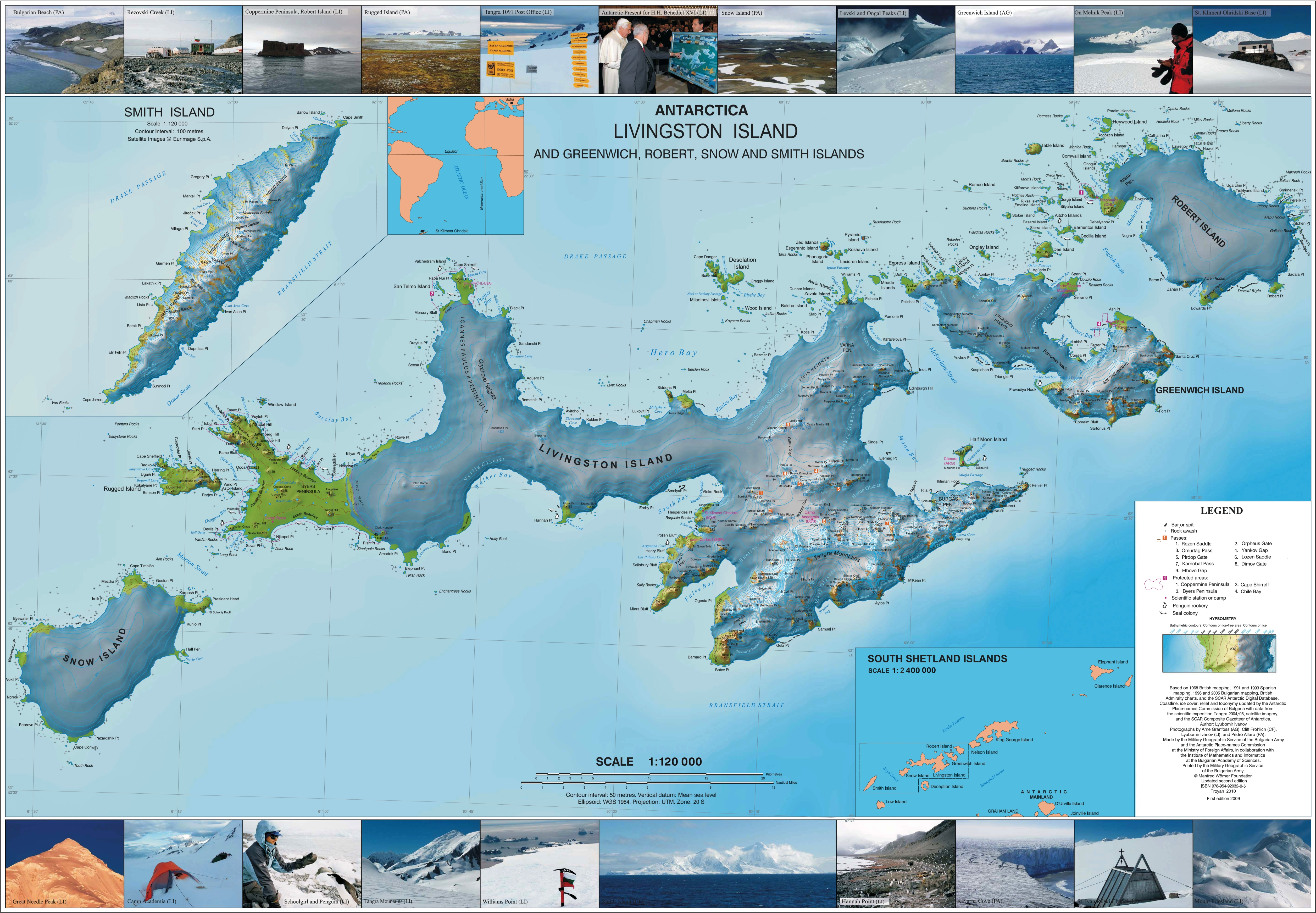
利文斯顿岛、格林尼治岛、罗伯特岛、斯诺岛和史密斯岛的地形图。

格林尼治島（英語：Greenwich Island）是南極洲的島嶼，屬於南設得蘭群島的一部分，位於羅伯特島和利文斯頓島之間，長24公里、闊5公里，面積142.7平方公里，島上最高點625米。

## 外部連結
- Composite Antarctic Gazetteer（页面存档备份，存于）.
- Protected area Chile Bay (Discovery Bay).